# Mușuroi

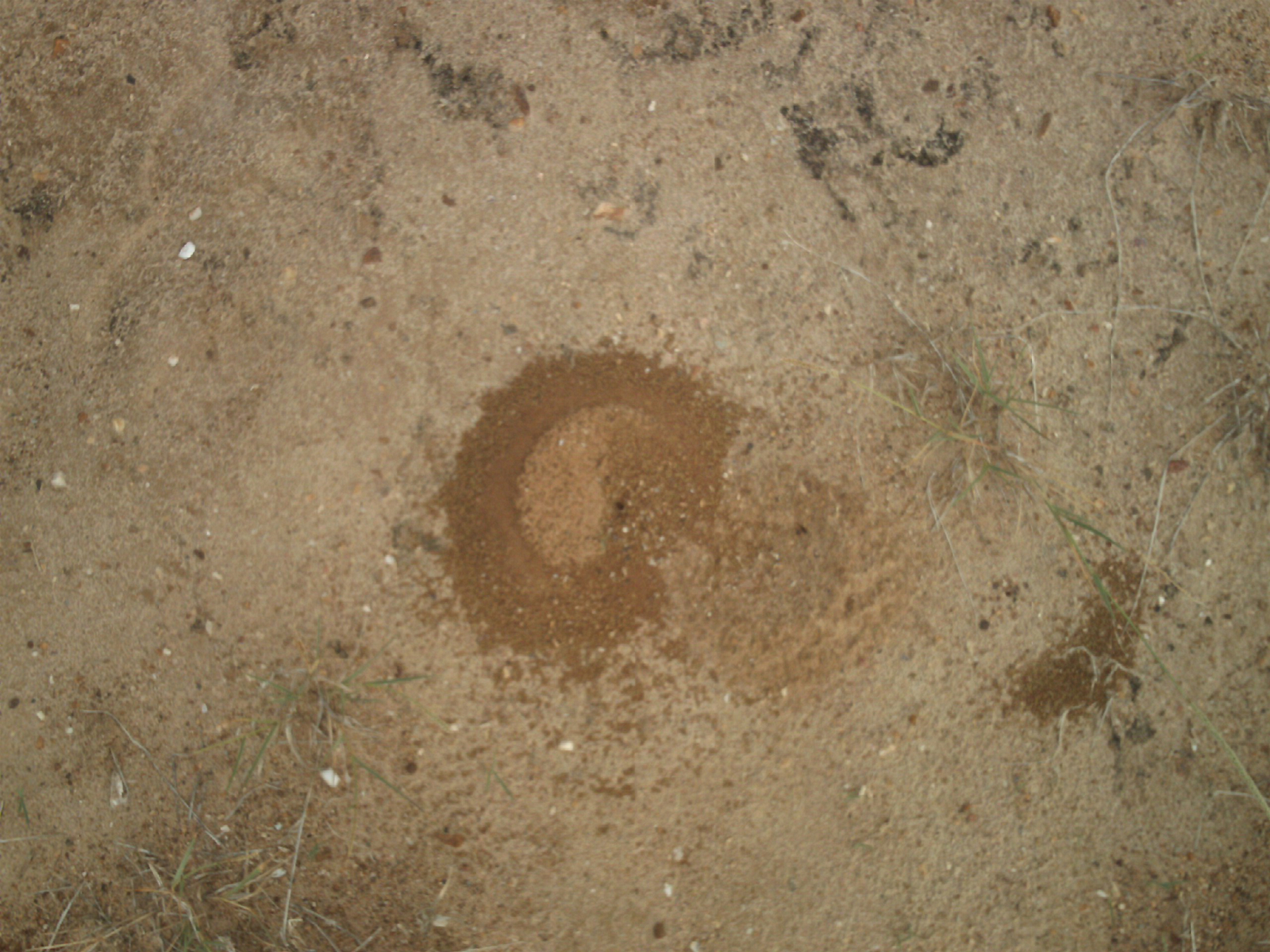
Muşuroi în Venezuela

Mușuroi se numește o moviliță formată din țărâna pe care o aruncă la suprafața solului furnicile, cârtițele etc. când își sapă coridoarele subterane.
Un mușuroi se mai numește și furnicar când este un adăpost unde trăiesc furnicile. Furnicarele sunt în general alcătuite dintr-un ansamblu de tuneluri, intrări și movile construite în lut sau pământ. În mușuroaie există camere de creștere incubație, ecloziune și de creștere a furnicilor, încăperi pentru procreare și cămări unde se păstrează proviziile. Mușuroaiele sunt clădite de către furnicile lucrătoare.